# Yakuza (película)
Yakuza es una coproducción estadounidense-japonesa de 1974, dirigida por Sydney Pollack, protagonizada por Robert Mitchum en el papel principal y basada en una historia de gánsteres escrita por Leonard Schrader.

## Argumento
Harry Kilmer (Robert Mitchum) regresa a Japón después de una larga ausencia para ayudar a su amigo George Tanner (Brian Keith) a rescatar a su hija que ha sido secuestrada. Allí se reencuentra con la que fue su amante, Eiko (Keiko Kishiuna), una japonesa a la que tuvo que abandonar a petición de Ken (Ken Takakura), el hermano de ella. Ken odia a Kilmer por ser estadounidense y por haber convivido con su hermana, pero a la vez tiene una deuda con él por haberla salvado durante la posguerra. Kilmer le pedirá que salde dicha deuda ayudándole a rescatar a la hija de su amigo.

## Reparto
- Robert Mitchum - Harry Kilmer
- Ken Takakura - Ken Tanaka
- Brian Keith - George Tanner
- Herb Edelman - Oliver Wheat
- Richard Jordan - Dusty
- Keiko Kishi - Eiko Tanaka
- Eiji Okada - Toshiro Tono
- James Shigeta - Goro
- Kyosuke Mashida - Jiro Kato
- Christina Kokubo - Hanako
- Eiji Go - Spider
- Lee Chirillo - Louise
- M. Hisaka - Novio
- William Ross – Guardia de Tanner
- Akiyama – Guardia de Tono
- Harada – Portero de Goro

## Comentarios
Yakuza retrata el choque de los valores tradicionales japoneses durante la transición entre la ocupación de los Estados Unidos y el éxito económico a principios de 1970. Los temas que trata la historia son los conceptos de endeudamiento y obligación moral, la lealtad a la familia y a los amigos y el sacrificio; los valores culturales orientales y occidentales son contrastados, así como la tradición clásica japonesa frente a la moderna y occidentalizada tradición contemporánea de Japón.
Tras un decepcionante estreno inicial, la película ganó seguidores de culto.